# Lista de pinturas de Giuseppe Leone Righini
Esta é uma lista de pinturas de Giuseppe Leone Righini, também conhecido por Joseph Léon Righini. Nasceu na comuna de Turim, Itália, c. 1820, e faleceu na cidade de Belém do Pará no Brasil, no ano de 1884. Foi um pintor, desenhista, gravurista, fotógrafo, cenógrafo e professor italiano radicado no Brasil.

## Lista de pinturas
| Imagem | Título                                                               | Data | Material          | Coleção                                                      | Versão audível | Referência |
| ------ | -------------------------------------------------------------------- | ---- | ----------------- | ------------------------------------------------------------ | -------------- | --- |
|        | Arredores de cidade                                                  | 1862 | tinta a óleo tela | Brasiliana Iconográfica Q59247460 Acervo da Fundação Estudar |                | http://warburg.chaa-unicamp.com.br/obras/view/8880 https://www.brasilianaiconografica.art.br/obras/19872/arredores-da-cidade-atribuido               |
|        | Vista de São Luís do Maranhão                                        | 1863 | tinta a óleo tela | Brasiliana Iconográfica Q59247460 Acervo da Fundação Estudar |                | http://warburg.chaa-unicamp.com.br/obras/view/8848 https://www.brasilianaiconografica.art.br/obras/19871/vista-de-sao-luis-do-maranhao-atribuido     |
|        | Residência às margens do Rio Anil                                    | 1862 | tinta a óleo tela | Brasiliana Iconográfica Q59247460 Acervo da Fundação Estudar |                | http://warburg.chaa-unicamp.com.br/obras/view/8873 https://www.brasilianaiconografica.art.br/obras/19867/residencia-as-margens-do-rio-anil-atribuido |
|        | Vista panorâmica da baía de Belém                                    | 1870 | tela tinta a óleo | Coleção Brasiliana Itaú Brasiliana Iconográfica              |                | https://www.brasilianaiconografica.art.br/obras/18174/vista-panoramica-da-baia-de-belem                                                              |
|        | Panorama de São Luiz do Maranhão                                     | 1863 | tela tinta a óleo | Coleção Brasiliana Itaú Brasiliana Iconográfica              |                | https://www.brasilianaiconografica.art.br/obras/18287/panorama-de-sao-luiz-do-maranhao                                                               |
|        | Sítio Sossego, São Luís, Maranhão (atribuído)                        | 1865 | tela tinta a óleo | Q59247460 Brasiliana Iconográfica                            |                | https://www.brasilianaiconografica.art.br/obras/19971/sitio-sossego-sao-luis-maranhao-atribuido                                                      |
|        | Cases d'indiens dans la forete de Matá-Matá sur le Monjú Pará-Brésil | 1867 | tela tinta a óleo | Q59247460 Acervo da Fundação Estudar Brasiliana Iconográfica |                | https://www.brasilianaiconografica.art.br/obras/19874/cases-dindiens-dans-la-forete-de-mata-mata-sur-le-monju-para-bresil                            |